# Karim Fradin
Pour les articles homonymes, voir Fradin.
Karim Fradin est un footballeur international marocain, né le 2 février 1972 à Saint-Martin-d'Hères (Isère).
Il a évolué comme milieu défensif et a été le capitaine du club de Niort. 
Il a été également finaliste de la Coupe de France en 2004 avec Châteauroux. 
Il a joué plus de 300 matchs en ligue 2.  
Il occupe le poste de Président du club des Chamois Niortais jusqu'en août 2020 où il annonce vendre ses parts du club aux frères Eytan et Mickaël Hanouna. 
En novembre 2022 il devient président du Aviron bayonnais Football Club

## Carrière de joueur
- 1992-1998 : Chamois niortais FC  France
- 1998-1999 : OGC Nice  France
- 1999-2003 : Stockport County  Angleterre
- 2003-2005 : LB Châteauroux  France
- 2005-2007 : Chamois niortais FC  France[1]

## Statistiques
| Matches internationaux de Karim Fradin | Matches internationaux de Karim Fradin | Matches internationaux de Karim Fradin    | Matches internationaux de Karim Fradin | Matches internationaux de Karim Fradin | Matches internationaux de Karim Fradin | Matches internationaux de Karim Fradin | Matches internationaux de Karim Fradin |
| 0                                      | Date                                   | Lieu                                      | Adversaire                             | Score                                  | Résultats                              | Compétitions                           |                                        |
| -------------------------------------- | -------------------------------------- | ----------------------------------------- | -------------------------------------- | -------------------------------------- | -------------------------------------- | -------------------------------------- | -------------------------------------- |
| 1                                      | 17 janvier 1996                        | Stade Jules-Ladoumègue, Vitrolles, France | Arménie                                | —                                      | 0-6                                    | Match amical                           |                                        |

## Palmarès
- Finaliste de la Coupe de France en 2004 avec La Berrichonne de Châteauroux
- Champion de National en 2006 avec les Chamois niortais FC